# Kiến trúc Phục Hưng
| Lịch sử kiến trúc phương Tây |
| Kiến trúc thời kì đồ đá      |
| Kiến trúc Ai Cập cổ đại      |
| Kiến trúc Lưỡng Hà           |
| Kiến trúc cổ điển            |
| Kiến trúc Hy Lạp cổ đại      |
| Kiến trúc La Mã cổ đại       |
| Kiến trúc thời Trung Cổ      |
| Kiến trúc Byzantine          |
| Kiến trúc Romanesque         |
| Kiến trúc Gothic             |
| Kiến trúc Phục Hưng          |
| Kiến trúc Baroque            |
| Kiến trúc Rococo             |
| Kiến trúc Tân cổ điển        |
| Kiến trúc hiện đại           |
| Kiến trúc hậu hiện đại       |
|                              |
| Các mục từ                   |

Kiến trúc thời kỳ Phục hưng là kiến trúc của thời kỳ giữa thế kỷ 14 và đầu 17 đầu ở các vùng khác nhau của châu Âu, thể hiện một sự hồi sinh và phát triển của một số yếu tố của tư tưởng Hy Lạp và La Mã cổ đại và văn hóa vật chất có ý thức. Phong cách, kiến trúc thời kỳ Phục hưng tiếp nối kiến trúc Gothic và được kế tục bởi kiến trúc Baroque. Phát triển đầu tiên tại Florence, với Filippo Brunelleschi là một trong những người kiến tạo, phong cách thời Phục hưng nhanh chóng lan sang các thành phố khác của Ý. Các phong cách được chuyển đến Pháp, Đức, Anh, Nga và các bộ phận khác của châu Âu vào những thời điểm khác nhau và với mức độ tác động khác nhau.
Kiến trúc thời Phục Hưng mang đậm nét tôn giáo, đặc biệt là đạo Thiên chúa. Những hiểu biết về giá trị con người, tôn vinh vai trò và vị trí của con người được khám phá và phát triển mạnh trong thời gian này. Con người được coi như bản sao của hình ảnh của thánh thần. Bắt đầu từ thế kỉ 15 xuất hiện những tham vọng về khả năng phát triển, sự sáng tạo hài hòa và duy lý của con người, để ganh đua với quyền năng của thánh thần, bắt đầu với sự khám phá về luật phối cảnh thẳng của Filippo Brunelleschi, Leone Battista Alberti. Sau đó là sự nở rộ của những tài năng khác như Leonardo da Vinci, Raphael và đặc biệt là Michelangelo.
Phong cách Phục Hưng nhấn mạnh vào tính đối xứng, tỷ lệ, hình học và tính hợp lệ của các bộ phận được thể hiện trong kiến trúc của thời cổ đại và đặc biệt là kiến trúc La Mã cổ đại, trong đó có nhiều ví dụ như: Cách sắp xếp có trật tự của cột, trụ và các rầm đỡ, cũng như việc sử dụng các mái vòm hình bán nguyệt, mái vòm hình bán cầu, hốc và các gian nhỏ thay thế các hệ thống có tỉ lệ phức tạp và các biến dạng bất thường của các tòa nhà thời Trung cổ.

## Từ nguyên học

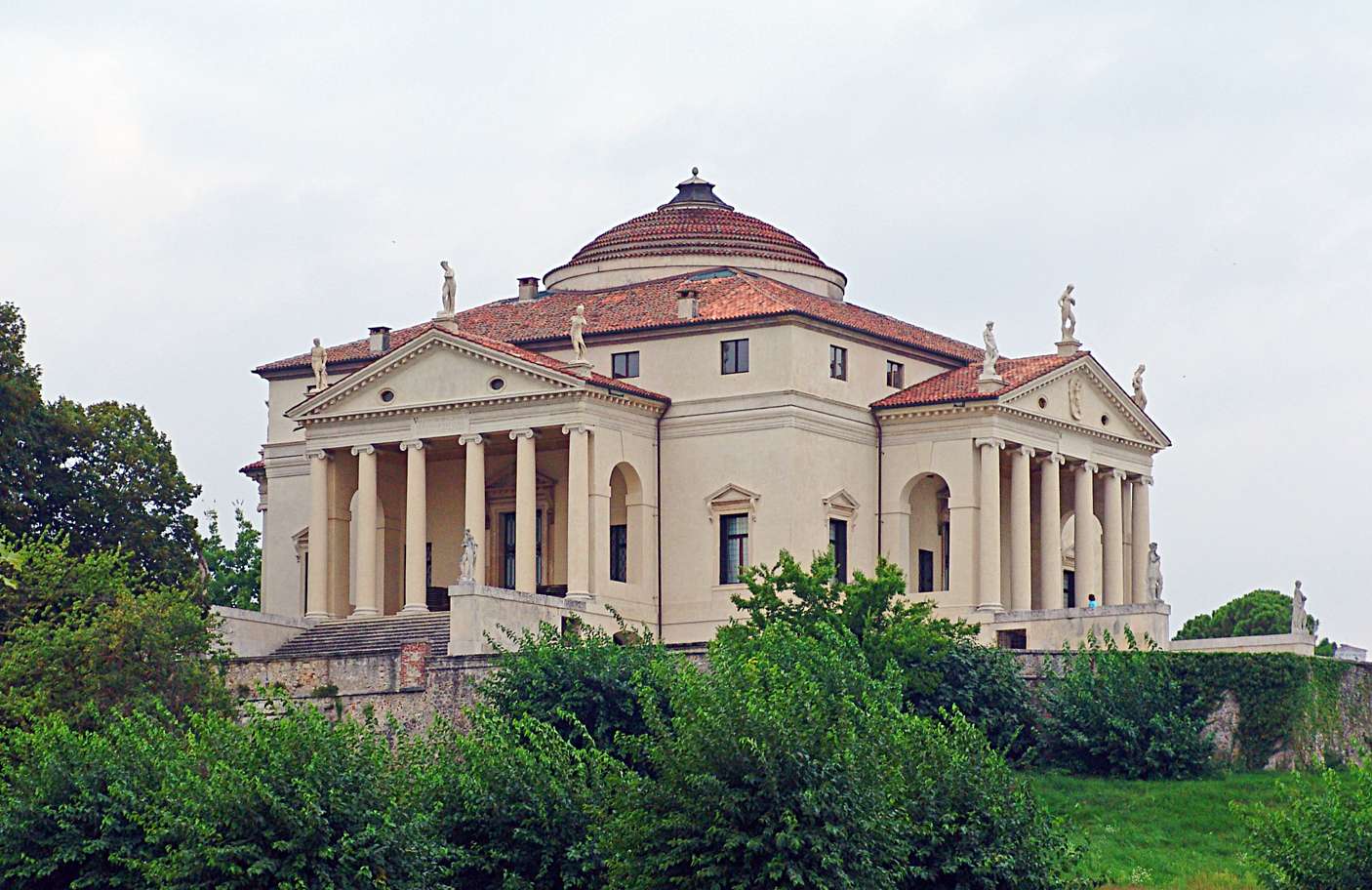
La Rotonda

Từ "Renaissance" (Phục Hưng) bắt nguồn từ thuật ngữ  "la rinascita" , có nghĩa là tái sinh, lần đầu tiên xuất hiện trong Giorgio Vasari của  Vite de 'più eccellenti Architetti, pittori, et scultori Italiani' 'The Lives of the Artists, 1550 -60.
Mặc dù thuật ngữ Renaissance được sử dụng đầu tiên bởi các sử gia Pháp Jules Michelet, nó đã được đưa ra định nghĩa lâu dài hơn từ các nhà sử học Thụy Sĩ Jacob Burckhardt, tác giả cuốn sách,  Die Kultur der Renaissance tại Italien  năm 1860, các nền văn minh của thời kỳ Phục Hưng ở Ý năm 1860, bản dịch tiếng Anh, bởi SGC Middlemore, trong 2 vols., London, 1878) đã có ảnh hưởng trong sự phát triển của việc giải thích hiện đại của thời kỳ Phục Hưng Ý. Các folio các bản vẽ đo  dinh thự de Rome moderne; ou, Recueil des Palais, maisons, églises, couvents et autres di tích  (Tòa nhà hiện đại Rome), xuất bản lần đầu vào năm 1840 bởi Paul Letarouilly, cũng đóng một phần quan trọng trong sự hồi sinh quan tâm trong period.Erwin Panofsky này, Renaissance và Renascences trong nghệ thuật phương Tây' ', (New York: Harper và Row, 1960) các phong cách thời Phục hưng đã được công nhận bởi những người đương thời trong thuật ngữ' '"all'antica"' ', hoặc "in the ancient manner" (của La Mã).

## Sự Phát triển ở Ý - và ảnh hưởng của nó
Vào thế kỷ 15 ở Ý, và thành phố Florence nói riêng, là quê hương của thời kỳ Phục hưng. Tại Florence, phong cách kiến trúc mới đã bắt đầu, chứ không phải từ từ tiến triển theo cách mà Gothic lớn tách khỏi Romanesque, nhưng đã hình thành được các kiến trúc sư, đặc biệt những người tìm kiếm để làm sống lại thứ tự của một quá khứ của "Thời kỳ Hoàng kim". Phương pháp học thuật để kiến trúc của cổ trùng hợp với sự phục hồi chung của sự kế thừa. Một số yếu tố có ảnh hưởng trong việc kế thừa này:

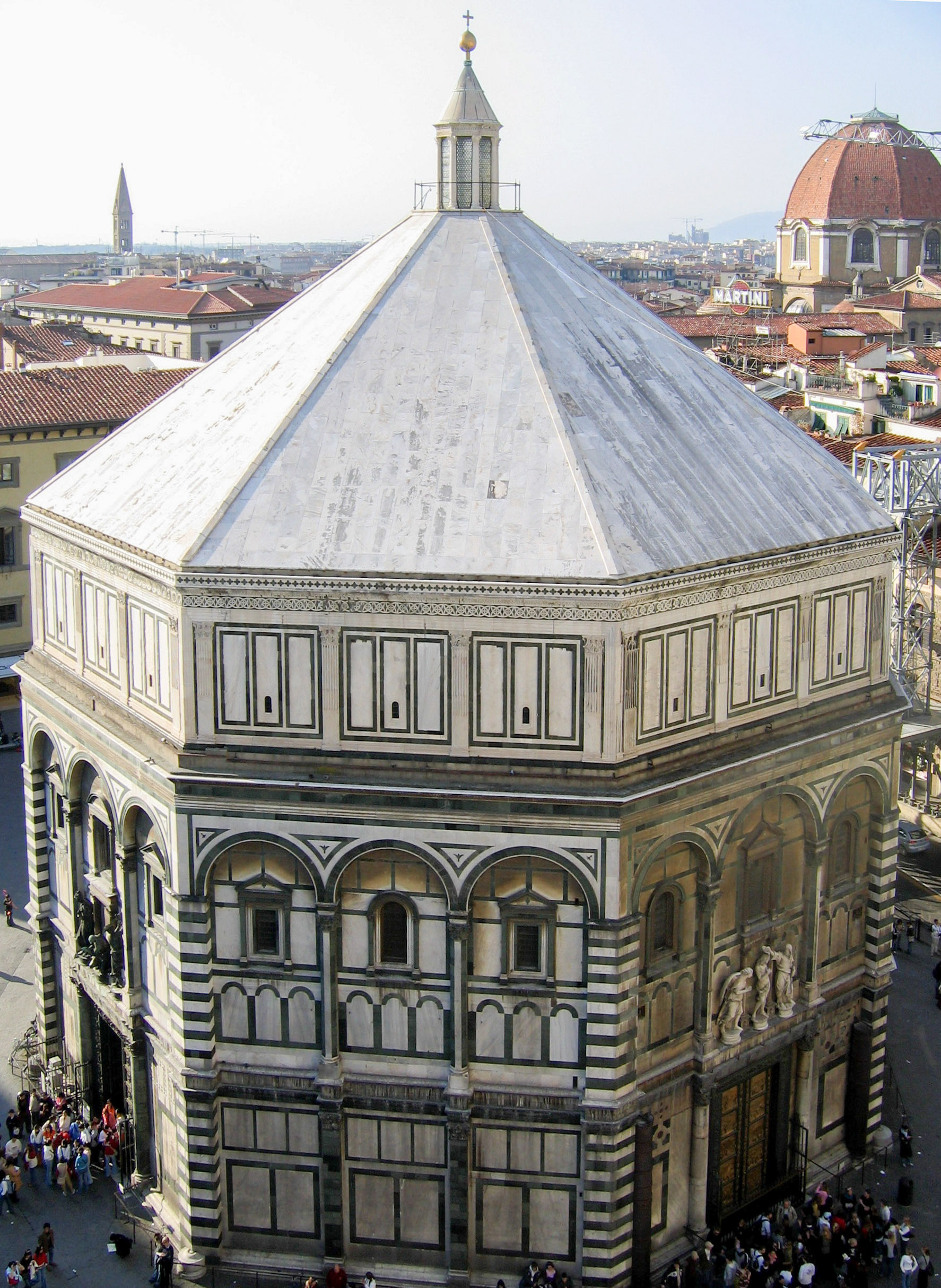
Romanesque Baptistery của Florence là đối tượng của nghiên cứu theo quan điểm Brunelleschi

### Kiến trúc
Các kiến trúc sư người Ý đã luôn luôn ưa thích các hình thức đã được định nghĩa rõ ràng và thành phần cấu trúc bày tỏ mục đích của họ. Nhiều tòa nhà Romanesque Tuscan chứng minh những đặc điểm này, như đã thấy trong các Florence Baptistery và Nhà thờ Pisa.
Ở Ý chưa bao giờ áp dụng đầy đủ các phong cách Gothic của kiến trúc. Ngoài các Nhà thờ Milan, (bị ảnh hưởng bởi phong cách rayonnant Gothic Pháp), vài nhà thờ Ý cho thấy sự nhấn mạnh vào mái vòm theo chiều dọc, trục cụm, gân của lá cây trang trí công phu và phức tạp bằng gân đặc trưng Gothic trong khác các bộ phận của châu Âu.
Sự hiện diện, đặc biệt là ở Rome, cốt hài kiến trúc cổ cho thấy phong cách cổ điển đã áp đặt, cung cấp một nguồn cảm hứng cho các nghệ sĩ tại một thời điểm khi triết lý cũng đã được hướng về phía cổ điển.

### Chính trị
Trong thế kỷ 15, các vùng Florence, Venice và Napoli mở rộng quyền lực của mình đến nhiều khu vực bao quanh họ, điều này làm cho sự di chuyển của các nghệ sĩ lan rộng. Điều đó cho phép Florence có ảnh hưởng đáng kể đến nghệ thuật ở Milan, và thông qua Milan, ảnh hưởng đến Pháp.
Trong năm 1377, sự trở lại của Đức Giáo hoàng từ Avignon Giáo hoàng  và sự tái lập của tòa án Giáo hoàng ở Rome, mang lại sự giàu có và quan trọng đối với thành phố, cũng như đổi mới trong tầm quan trọng của Đức Giáo hoàng tại Ý, và được tăng cường hơn nữa bởi các Hội đồng Constance trong 1417. Đức Giáo hoàng kế tiếp, đặc biệt là Julius II, 1503-1513, tìm cách mở rộng của Đức Giáo hoàng Đức Thánh Cha khắp nước Ý 

### Thương mại
Trong những năm đầu thời kỳ Phục hưng, trung tâm thương mại biển Venice kiểm soát đối với hàng hóa từ phương Đông. Các thị trấn lớn của Bắc Ý đã thịnh vượng thông qua thương mại với phần còn lại của châu Âu, Genoa cung cấp một cảng biển đối với hàng hóa của Pháp và Tây Ban Nha; Milan và Turin là trung tâm thương mại đường bộ, và duy trì ngành công nghiệp kim loại mạnh.
Thương mại phát triển mang len từ Anh đến Florence, hình thành nhà xưởng nằm bên bờ sông để sản xuất vải mành, dẫn đến công nghiệp phát triển mang lại sự giàu có cho toàn vùng. Bằng sự thống trị của Pisa, Florence đã xây được một cảng biển, và cũng có thể duy trì sự thống trị của Genoa.
Trong môi trường thương mại này, một gia đình đặc biệt hướng sự chú ý của họ từ thương mại sang kinh doanh sinh lợi bằng tiền cho vay. Các Medici đã trở thành ngân hàng chính cho các hoàng tử của châu Âu, mang tầm ảnh hưởng lan rộng khắp châu Âu.
Dọc theo tuyến đường thương mại, do đó nảy sinh các nhu cầu cần cung cấp một số loại hình bảo vệ bởi lợi ích thương mại, đồng thời có sự di chuyển không chỉ hàng hóa mà còn có các nghệ sĩ, các nhà khoa học và triết học.

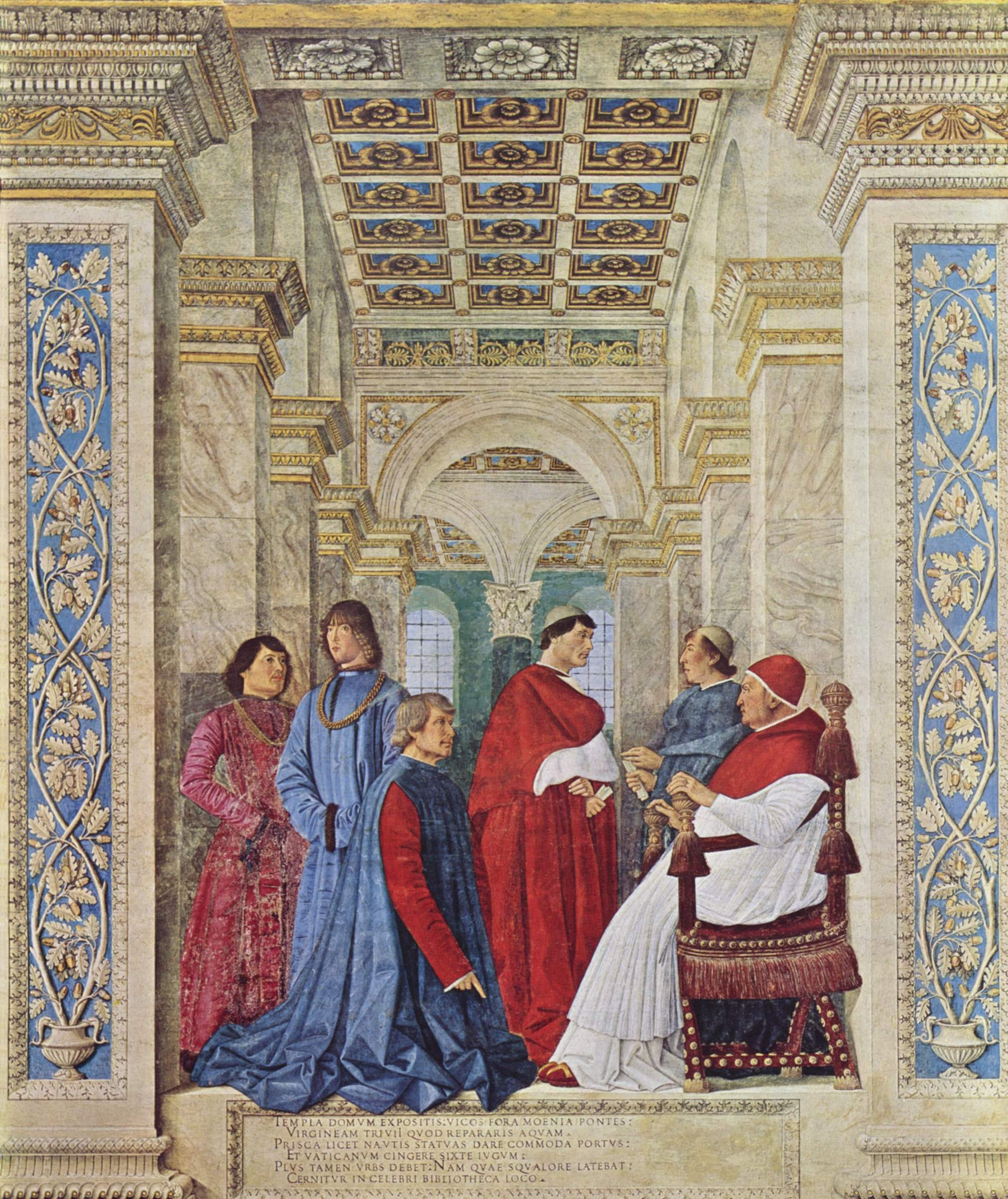
Đức Giáo hoàng Sixtus IV, năm 1477, người xây dựng nhà nguyện Sistine. Fresco bởi Melozzo da Forlì trong Vatican Palace.

### Tôn giáo
Sự trở lại của Giáo hoàng Gregory XI từ Avignon trong tháng 9 năm 1377 và có tác động mạnh mẽ để Roma là trung tâm của linh đạo Kitô giáo, mang lại sự bùng nổ về nhu cầu kiến trúc trong tòa nhà của nhà thờ ở Rome. Điều này bắt đầu vào giữa thế kỷ 15 và đã đạt được đà trong thế kỷ 16, đạt đỉnh cao vào thời kỳ Baroque. Việc xây dựng Sistine Chapel với đồ trang trí quan trọng đặc biệt của nó và toàn bộ xây dựng lại St Peter, một trong những nhà thờ quan trọng nhất của Kitô giáo, là một phần của quá trình này.
Sự giàu có của cộng hòa Florence, động lực cho việc xây dựng nhà thờ vượt quá nhu cầu hơn tinh thần. Nhà nước khi đó chưa thể hoàn thành nhà thờ khổng lồ dành riêng cho Đức Trinh Nữ Maria. Tuy nhiên, khi công nghệ và tài chính đã có để hoàn thành nó, mái vòm đã làm tăng uy tín không chỉ đối với Trinh Nữ Maria, kiến trúc sư và Giáo hội mà còn là Signoria, các Guild và các khu vực của thành phố mà từ đó các nguồn nhân lực để xây dựng nó đã được huy động. Những mái vòm lấy cảm hứng từ công trình tôn giáo vẫn tiếp tục ảnh hưởng tại Florence.

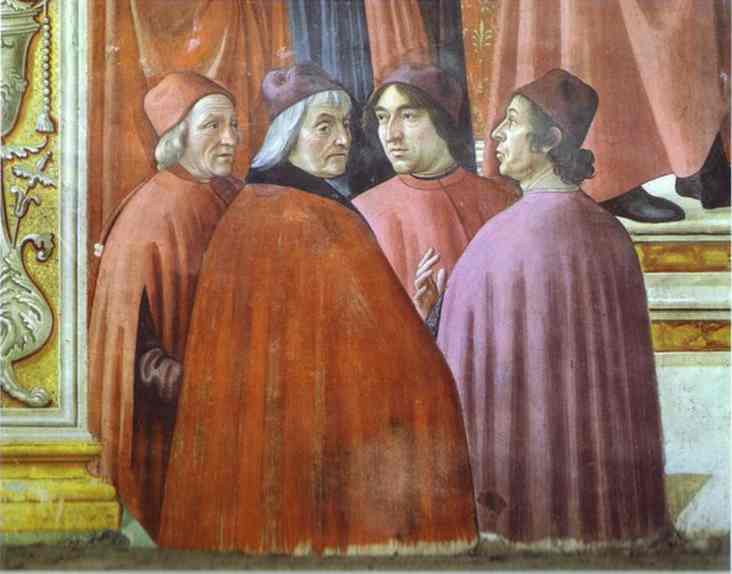
Bốn triết học nhân văn dưới sự bảo trợ của Medici: Marsilio Ficino, Cristoforo Landino, Angelo Poliziano và Demetrius Chalcondyles. Fresco bởi Domenico Ghirlandaio.

### Triết học
Sự phát triển của sách in, việc tái khám phá các tác phẩm cổ đại, việc mở rộng tiếp xúc chính trị và thương mại và thăm dò của thế giới đều tăng kiến thức và thúc đẩy cho giáo dục.
Việc đọc sách của các triết lý mà không được dựa trên thần học Kitô giáo đã dẫn đến sự phát triển của nghĩa nhân văn mà qua đó nó được khẳng định, trong khi Thiên Chúa đã thiết lập và duy trì trật tự trong vùng, đóng vai trò của người thiết lập và duy trì trật tự trong xã hội.

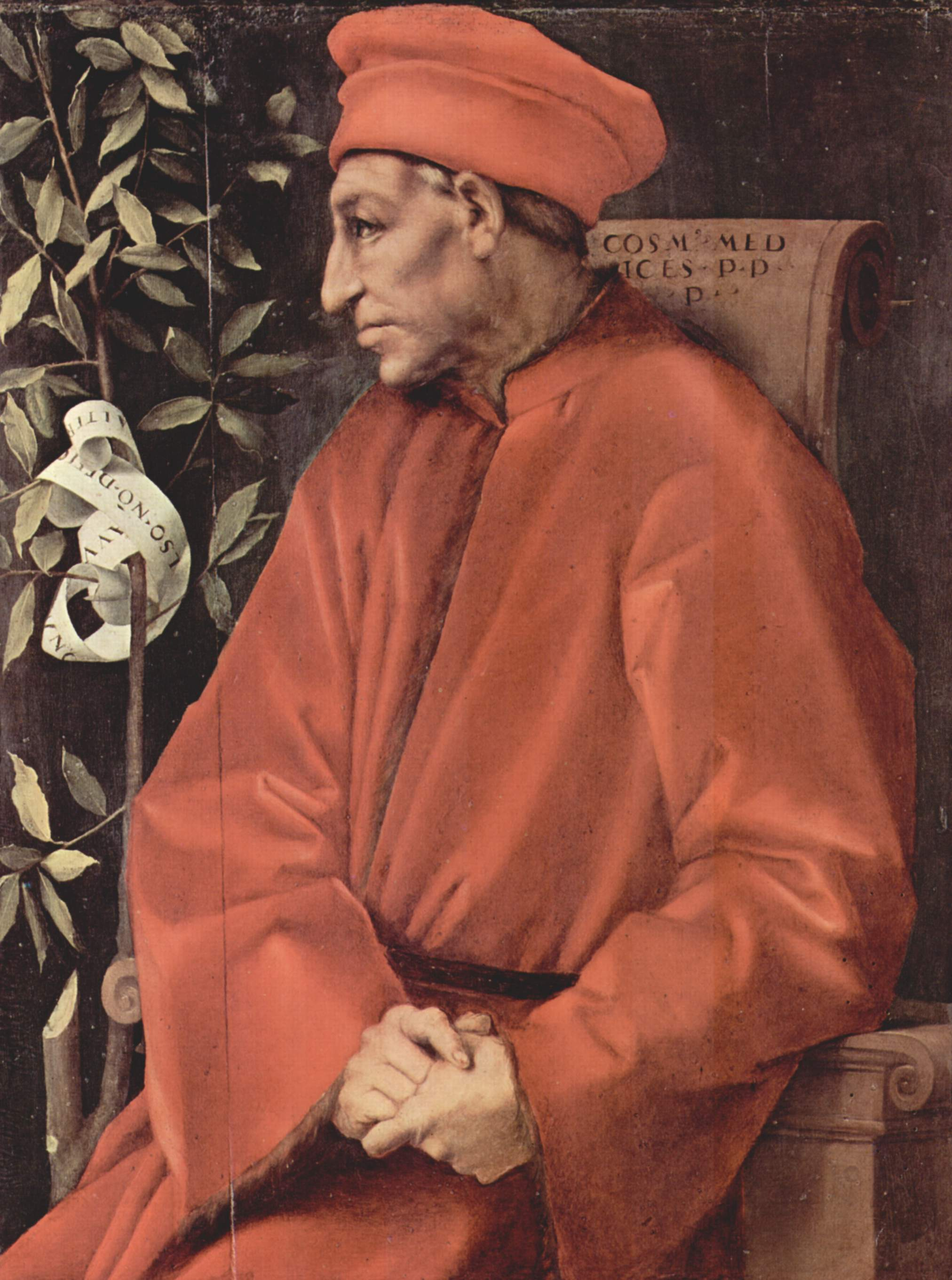
Cosimo de 'Medici the Elder, người đứng đầu Ngân hàng Medici, tài trợ chương trình xây dựng dân. Chân dung di cảo của Pontormo.

### Dân cư
Thông qua nghĩa nhân văn, niềm tự hào của dân chúng và thúc đẩy hòa bình và trật tự của dân chúng sự được xem như là dấu hiệu của quyền công dân. Điều này dẫn đến việc xây dựng các cấu trúc như Bệnh viện của Innocents Brunelleschi với hàng cột thanh lịch của nó hình thành một mối liên kết giữa các tòa nhà từ thiện và quảng trường công cộng, và Laurentian Thư viện nơi được thành lập bởi gia đình Medici có thể được tham khảo ý kiến của các học giả 
Một số công trình xây dựng lớn của Giáo hội cũng được ủy quyền, chứ không phải bởi các nhà thờ, nhưng các giới đại diện cho sự giàu có và quyền lực của thành phố. Mái vòm Brunelleschi tại Florence Cathedral, nhiều hơn bất kỳ tòa nhà khác, là sự áp đảo thuộc về dân chúng bởi vì việc xây dựng mỗi trong tám phân đoạn đã đạt được bằng một khu vực khác nhau của thành phố.

### Bảo trợ
Như trong học viện Platonic của Athens, đã được nhìn thấy bởi những hiểu biết Humanist rằng những người có lợi ích của sự giàu có và giáo dục nên để thúc đẩy việc theo đuổi học tập và tạo ra các điều đẹp đẽ. Cuối cùng, các gia đình có những người giàu có Medici của Florence, Gonzaga của Mantua, các Farnese tại Rome, Sforzas tại Milan - nơi tụ tập xung quanh mọi người học hỏi và những người tài năng, thúc đẩy các kỹ năng và tạo việc làm cho người nghệ sĩ tài năng nhất và các kiến trúc sư của họ.

### Lý thuyết kiến trúc
Trong thời kỳ Phục hưng, kiến trúc trở thành không chỉ là vấn đề của thực tế, mà còn là một vấn đề để thảo luận lý thuyết. In ấn đóng một vai trò lớn trong việc phổ biến các ý tưởng.
- Các chuyên luận đầu tiên về kiến trúc là  De re aedificatoria  (tiếng Anh: On the Art of Building) bởi Leon Battista Alberti trong 1450. Tại đó có mức độ nào phụ thuộc vào Vitruvius 'De architectura, một bản thảo được phát hiện vào năm 1414 trong một thư viện ở Thụy Sĩ.  De re aedificatoria  trong năm 1485 đã trở thành cuốn sách in đầu tiên về kiến trúc.
- Sebastiano Serlio (. 1475 - 1554 c) xuất bản các văn bản quan trọng tiếp theo, đầu tiên trong số đó xuất hiện tại Venice năm 1537; nó được mang tên "Regole Generali d'Architettura [...]" (hoặc "General Rules of Architecture"). Nó được gọi là "Fourth Book" của Serlio vì nó là thứ tư trong kế hoạch ban đầu Serlio của một lý luận trong bảy cuốn sách. Trong toàn bộ, năm cuốn sách đã được xuất bản.
- Năm 1570, Andrea Palladio (1508-1580) công bố  I quattro libri dell'architettura  ("The Four Books of Architecture") ở Venice. Cuốn sách này được in rộng rãi, thúc đẩy tuyệt vời để truyền bá những ý tưởng của thời kỳ Phục hưng khắp châu Âu. Tất cả những cuốn sách này đã được dùng để đọc và nghiên cứu không chỉ bởi kiến trúc sư, mà còn bởi khách hàng quen biết khác.

## Giai đoạn chính

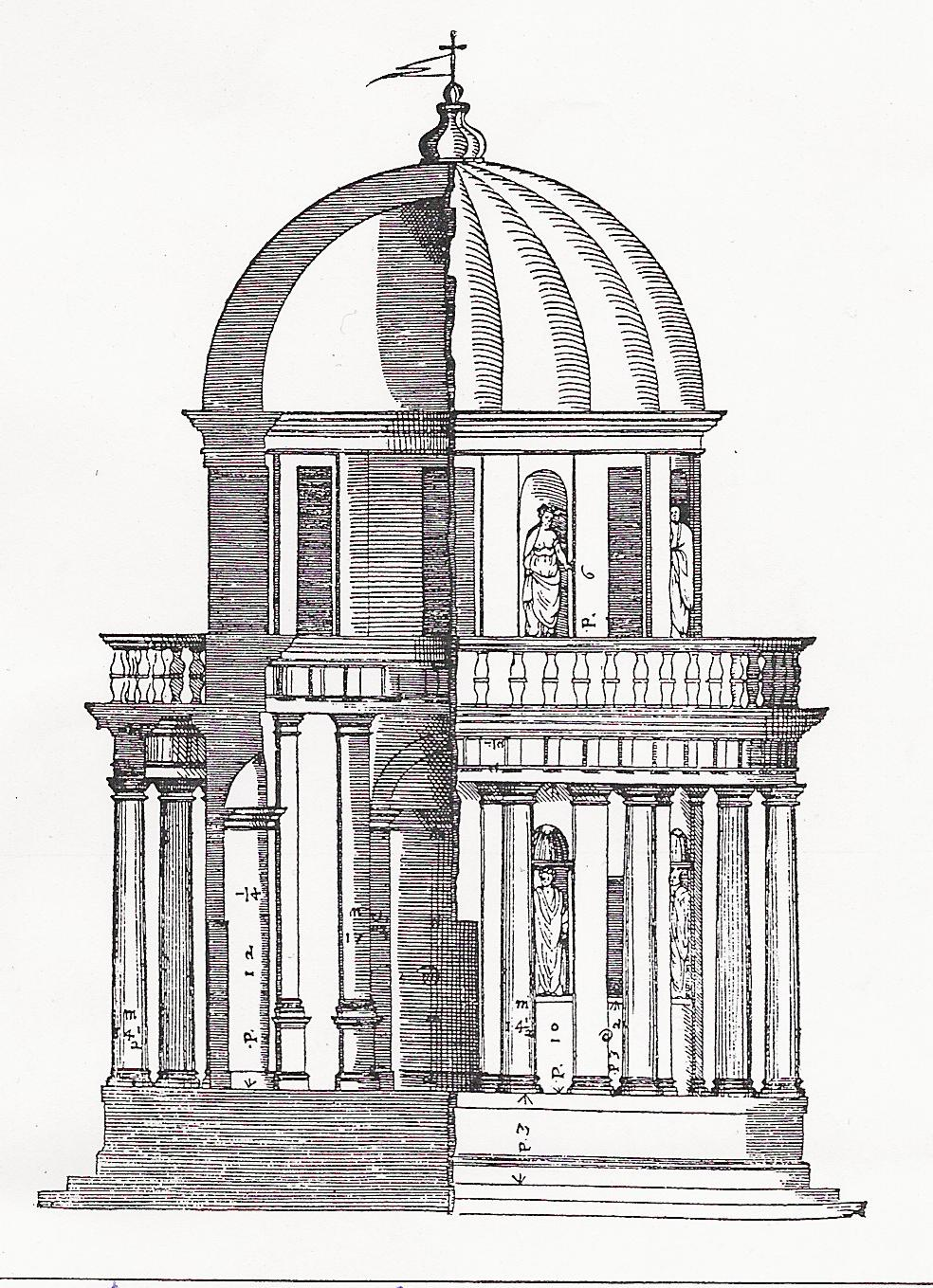
Palladio's engraving of Bramante's Tempietto

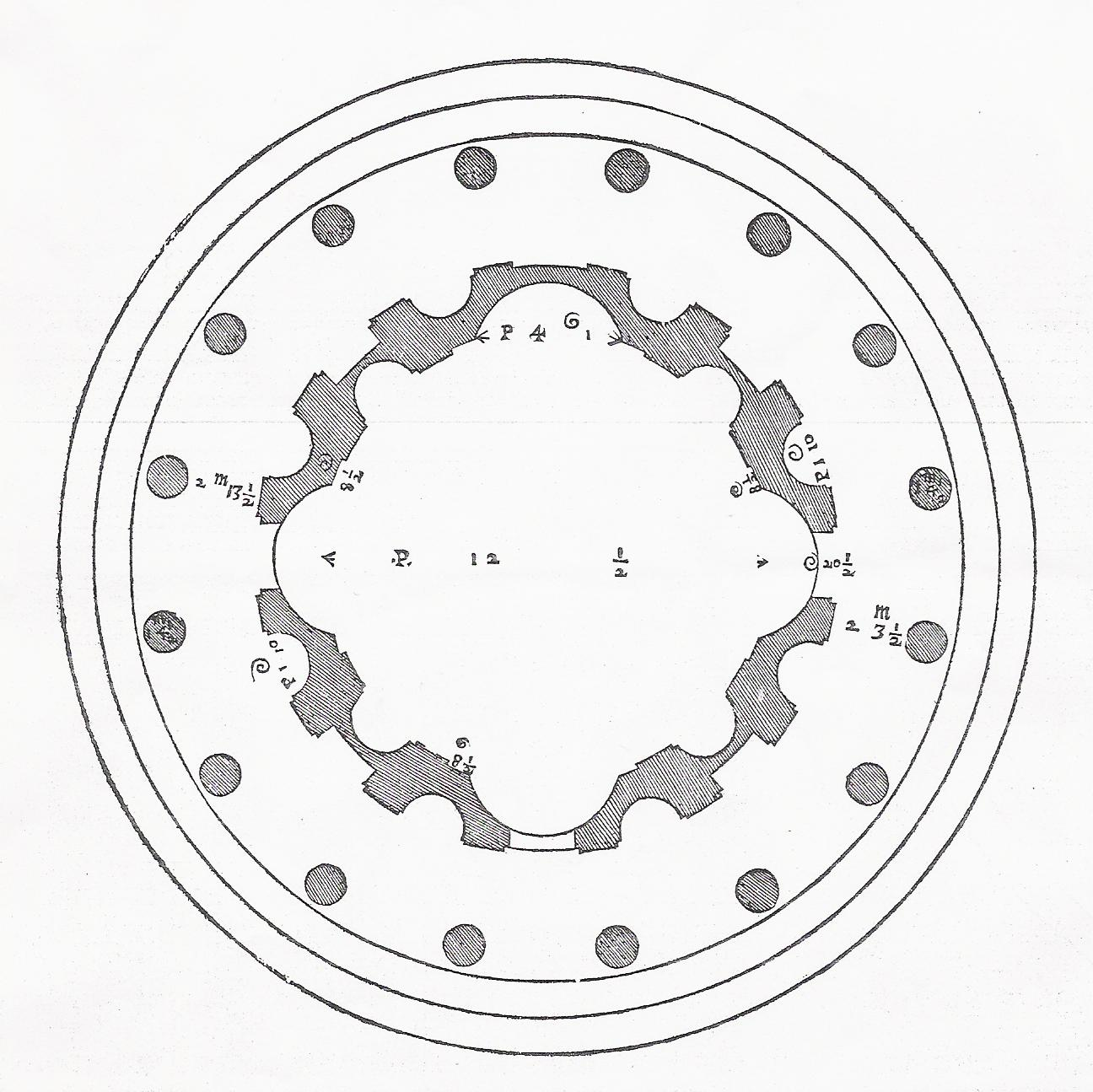
Plan of Bramante's Tempietto in Montorio

Các nhà sử học thường chia thời kỳ Phục hưng ở Ý thành ba giai đoạn. Trong khi đó, các nhà sử học nghệ thuật có thể nói về một khoảng thời gian "Phục Hưng sớm", trong đó bao gồm phát triển trong thế kỷ 14, các bức tranh và tác phẩm điêu khắc thế kỷ, điều này thường không phải là trường hợp trong lịch sử kiến trúc. Các điều kiện kinh tế ảm đạm của những năm cuối thế kỷ 14 đã không tạo ra các tòa nhà được coi là một phần của thời kỳ Phục hưng. Kết quả là, từ "Renaissance" giữa các nhà sử kiến trúc thường được áp dụng cho giai đoạn 1400 đến 1525, hoặc sau đó trong trường hợp của các Phục Hưng không phải của người Ý.
Các nhà sử học thường sử dụng các chỉ định sau đây:
- Phục Hưng (1400–1500); Được hiểu như Thế kỷ thứ 15[8] and sometimes Early Renaissance[9]
- Phục Hưng đỉnh (1500–1525)
- Phi tự nhiên (1520–1600)

### Thế kỷ thứ 15
Trong  thế kỷ thứ 15 , khái niệm về trật tự kiến trúc đã được khám phá và các quy tắc đã được xây dựng. Các nghiên cứu về thời cổ đại đã dẫn đặc biệt đối với việc áp dụng các chi tiết cổ điển và trang trí.
Không gian, như một yếu tố của kiến trúc, đã được sử dụng khác với cách nó đã ở trong thời kỳ Trung Cổ. Không gian đã được tổ chức bởi logic theo tỷ lệ, hình thức và đối tượng nhịp điệu cho hình học, chứ không phải được tạo ra bởi trực giác như trong các tòa nhà thời Trung Cổ. Ví dụ điển hình của việc này là Basilica di San Lorenzo ở Florence của Filippo Brunelleschi (1377-1446) .

### Phục Hưng Đỉnh
Trong  Phục Hưng Đỉnh , khái niệm có nguồn gốc từ thời cổ đại đã được phát triển và sử dụng với lãnh địa lớn hơn. Các kiến trúc sư đại diện nhất là Bramante (1444-1514) đã mở rộng phạm vi áp dụng của kiến trúc cổ điển cho các tòa nhà hiện đại. Mình San Pietro in Montorio (1503) được lấy cảm hứng trực tiếp bởi hình tròn đền thờ La Mã. Ông đạt được, tuy nhiên, hầu như không lệ thuộc cho các hình thức cổ điển và nó đã để phong cách của mình thống trị kiến trúc Ý vào thế kỷ 16..

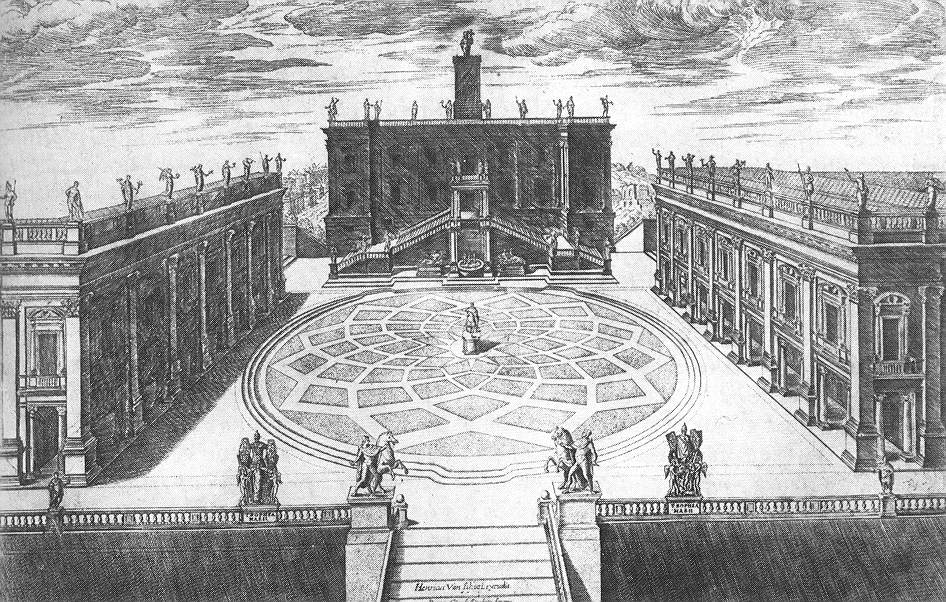
Các Campidoglio

### Phi tự nhiên
Trong giai đoạn  Phi tự nhiên , kiến trúc sư đã thử nghiệm với việc sử dụng các hình thức kiến trúc để nhấn mạnh mối quan hệ vững chắc và không gian. Các lý tưởng phục hưng của sự hài hòa nhường chỗ cho nhịp điệu tự do hơn và sáng tạo hơn. Các kiến trúc sư nổi tiếng nhất gắn liền với phong cách Mannerist là Michelangelo (1475-1564), người được coi là người phát minh ra Để khổng lồ, một trụ lớn trải dài từ dưới lên đỉnh của một mặt tiền. Ông đã sử dụng trong thiết kế của mình cho Campidoglio ở Rome.
Trước thế kỷ 20, thuật ngữ  Phi tự nhiên  có ý nghĩa tiêu cực, nhưng bây giờ nó được sử dụng để mô tả các giai đoạn lịch sử trong điều kiện không phán xét tổng quát hơn.

### Từ Phục Hưng đến phong cách Baroque

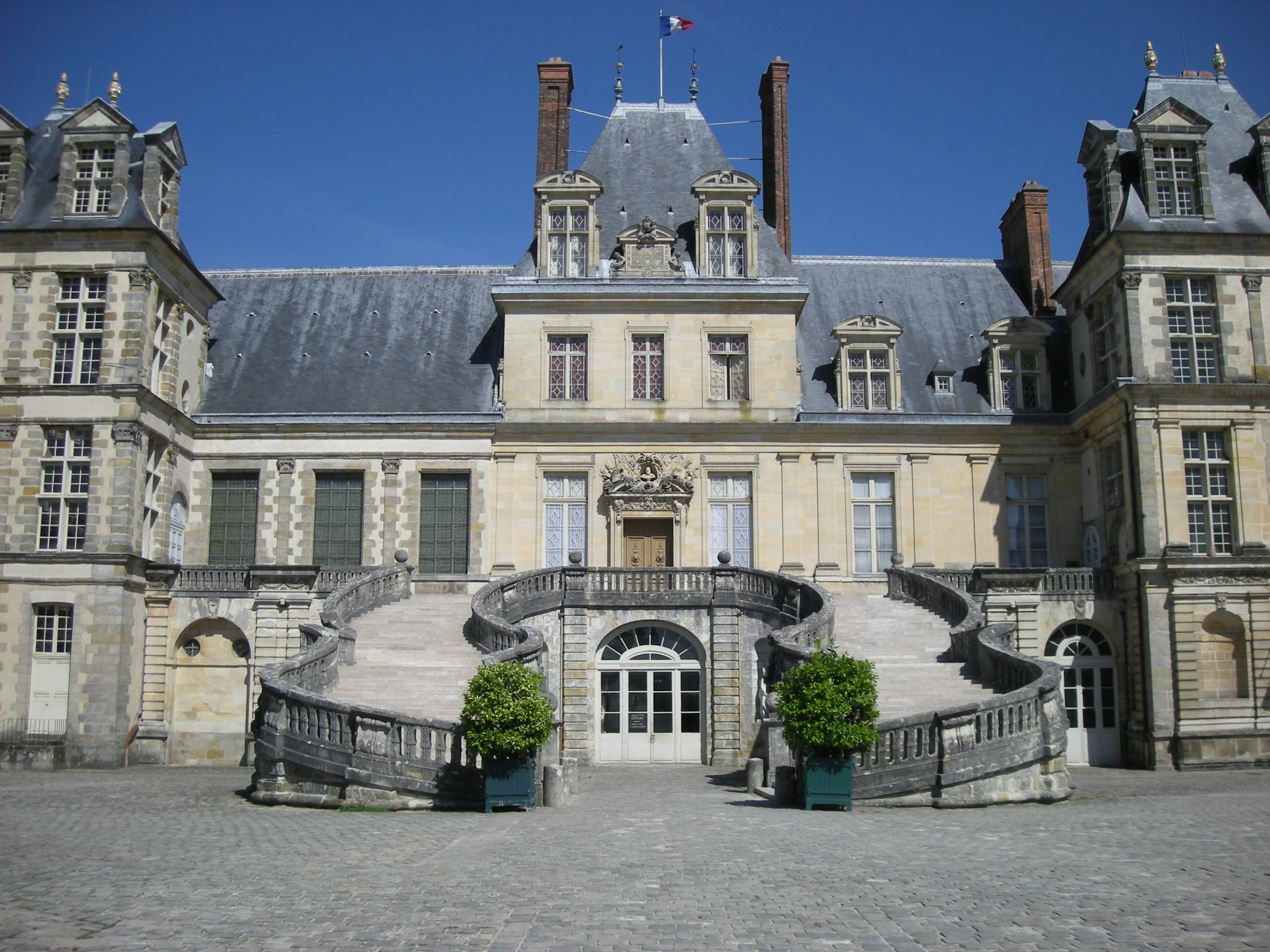
Lâu đài Fontainebleau

Như phong cách kiến trúc mới lây lan ra từ Ý, hầu hết các nước khác ở châu Âu đã phát triển một loại phong cách proto-Renaissance, trước khi xây dựng các tòa nhà Phục Hưng đầy đủ. Mỗi quốc gia lần lượt sau đó ghép truyền thống kiến trúc riêng của mình với phong cách mới, để các tòa nhà phong cách Phục HƯng trên khắp châu Âu được đa dạng hóa theo vùng.
Tại Ý, sự phát triển của kiến trúc Phục hưng thành phi tự nhiên, với xu hướng phân kỳ rộng rãi trong công việc của Michelangelo và Giulio Romano và Andrea Palladio, dẫn đến phong cách Baroque trong đó ngôn ngữ kiến trúc tương tự được sử dụng rất khác nhau.
Bên ngoài nước Ý, kiến trúc Baroque đã được phổ biến rộng rãi hơn và phát triển đầy đủ hơn so với phong cách Phục hưng, với các tòa nhà quan trọng như nơi xa xôi như Mexico  và Philippines .

## Đặc điểm

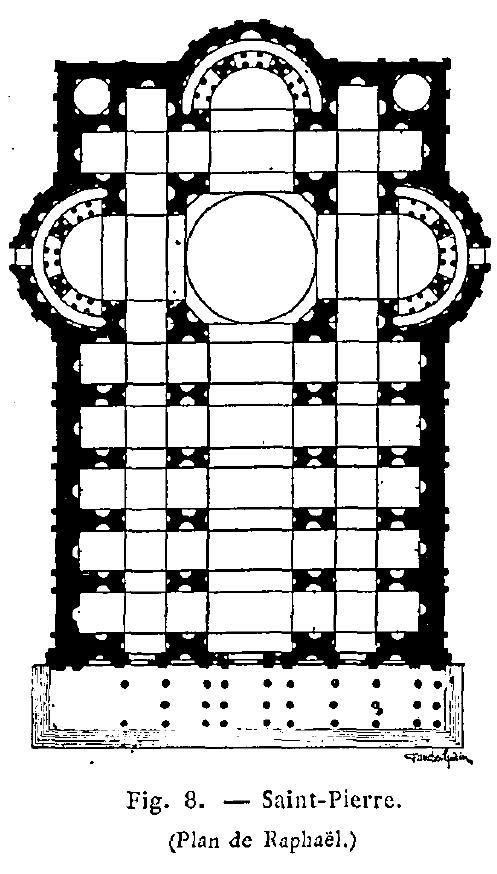
kế hoạch sử dụng của Raphael cho Vương cung thánh đường Thánh Phêrô

Các đặc điểm phân biệt rõ ràng của kiến trúc La Mã cổ điển đã được thông qua bởi các kiến trúc sư thời kỳ Phục hưng. Tuy nhiên, các hình thức và mục đích của các tòa nhà đã thay đổi theo thời gian, như có cấu trúc của thành phố. Trong số các tòa nhà đầu tiên của 'Cổ Điển tái sinh' là nhà thờ mà người La Mã đã không bao giờ được xây dựng. Không có mô hình cho các loại hình nhà ở thành phố lớn theo yêu cầu của thương gia giàu có của thế kỷ 15. Ngược lại, không có yêu cầu cho công trình thể thao lớn và nhà tắm công cộng như người La Mã đã xây dựng. Các đơn đặt hàng cổ xưa đã được phân tích và xây dựng lại để phục vụ mục đích mới.

### Mặt bằng
Các mặt bằng của tòa nhà thời Phục Hưng có một hình vuông, hình dạng đối xứng, trong đó tỷ lệ này thường dựa trên một mô-đun. Trong một nhà thờ, các mô-đun thường là chiều rộng của một lối đi. Sự cần thiết để tích hợp các thiết kế của các mặt bằng với mặt tiền đã được giới thiệu như là một vấn đề trong công việc của Filippo Brunelleschi, nhưng ông không bao giờ có thể mang theo khía cạnh này của công việc của mình thành hiện thực. Toà nhà đầu tiên để chứng minh điều này là St. Andrea tại Mantua bởi Alberti. Sự phát triển của kế hoạch trong kiến trúc thế tục đã được diễn ra trong thế kỷ 16 và lên đến đỉnh điểm với công việc của Palladio.

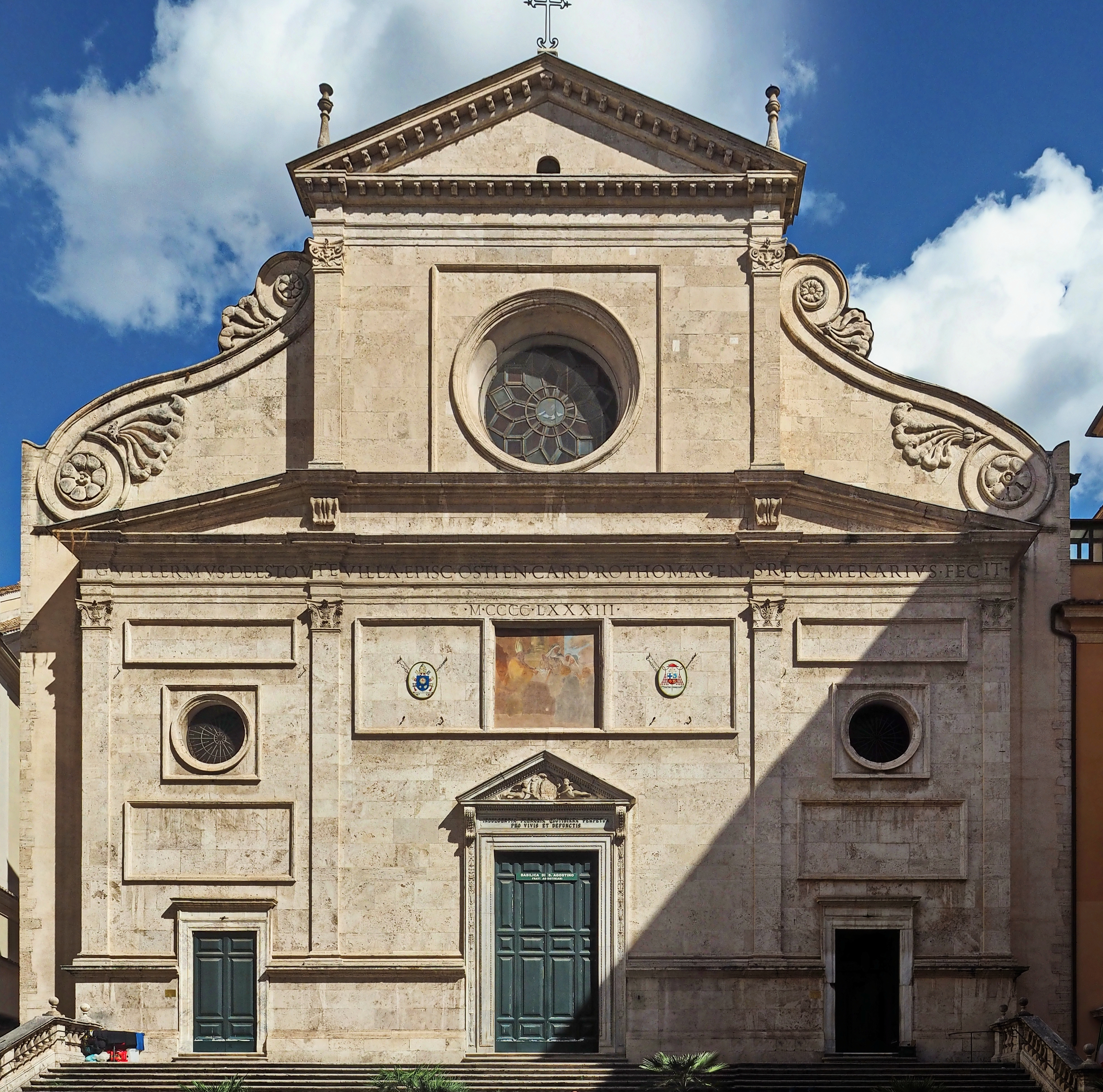
Sant'Agostino, Rome, Giacomo di Pietrasanta, 1483

#### Mặt tiền
Mặt tiền là đối xứng xung quanh trục thẳng đứng của chúng. Mặt tiền nhà thờ thường được vượt qua bằng một hình tam giác và bằng một hệ thống các trụ, vòm và các đầu trụ. Các cột và cửa sổ cho thấy một sự tiến triển về phía trung tâm. Một trong những mặt tiền thời Phục Hưng thật sự đầu tiên là Nhà thờ Pienza (1459-1462), mà đã được thiết kế bởi các kiến trúc sư Florentine Bernardo Gambarelli (được gọi là Rossellino) với Alberti.
Các tòa nhà trong nước thường được vượt qua bằng một đường viền tròn. Có một sự lặp lại thường xuyên của các lỗ hở trên mỗi tầng, và cánh cửa trung tâm được đánh dấu bằng một tính năng như một ban công, hoặc vòm tường thô ráp. Một nguyên mẫu sao chép sớm và nhiều là mặt tiền cho Palazzo Rucellai (1446 và 1451) tại Florence với ba đăng ký của các trụ.

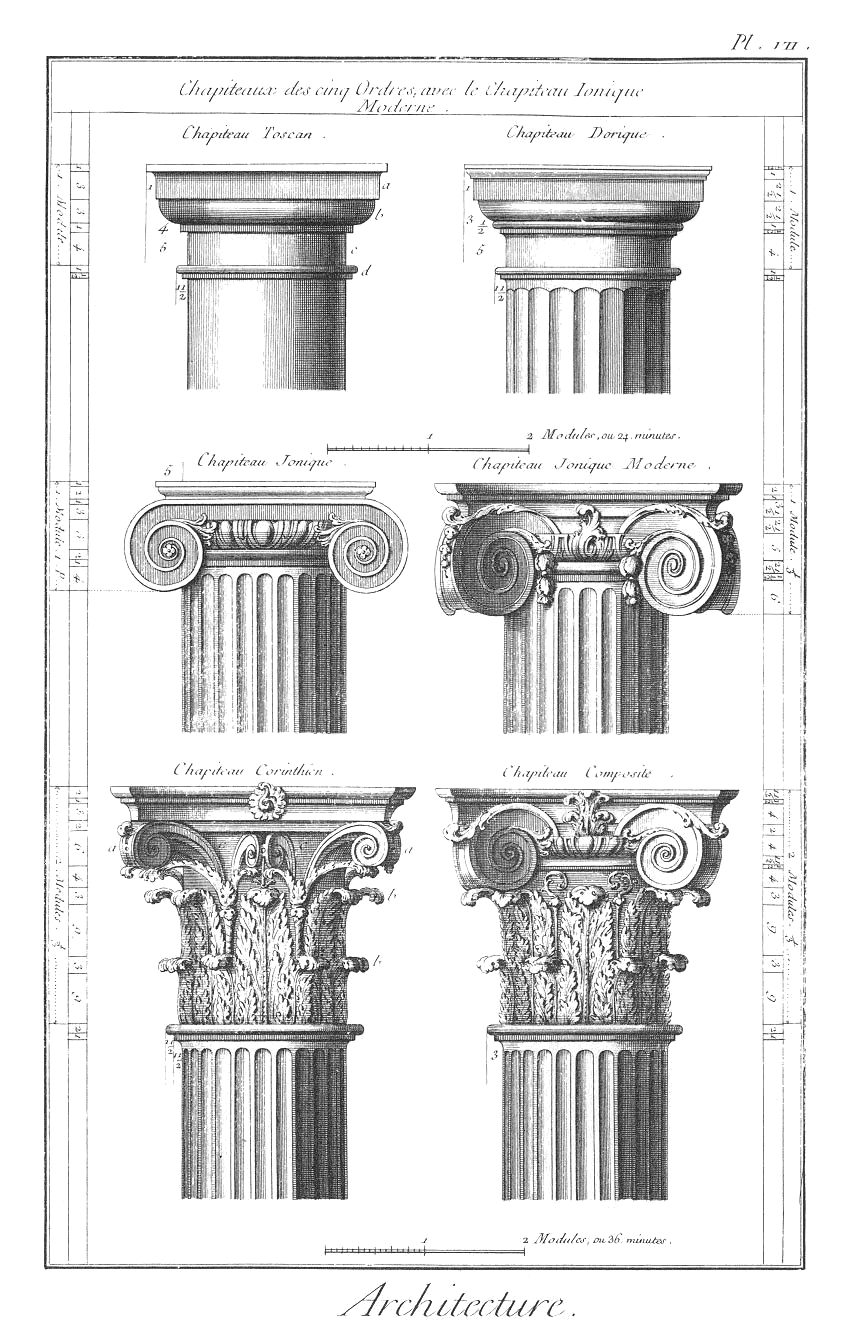
Classical Orders, engraving from the Encyclopédie vol. 18. 18th century.

### Cột và trụ
Các loại thức cột La Mã được sử dụng: Tuscan, Doris, Ionic, Corinthian và Composite. Các thức cột hoặc có thể được cấu trúc, hỗ trợ giải trí hoặc khuôn cửa, hoặc hoàn toàn là chi tiết trang trí, thiết lập chống lại một bức tường trong các hình thức pilasters. Trong thời kỳ Phục hưng, kiến trúc sư nhằm mục đích sử dụng các thức cột, trụ, và đầu cột là một hệ thống tích hợp. Một trong những tòa nhà đầu tiên sử dụng pilasters như một hệ thống tích hợp là trong Phòng thánh cũ (1421-1440) của Brunelleschi.

### Vòm
Vòm là nửa vòng tròn, hoặc (trong phong cách Mannerist) phân đoạn. Vòm thường được sử dụng trong vườn, hỗ trợ trên các trụ cột hoặc với trung tâm. Có thể có một phần của đầu cột giữa trung tâm và mọc của các kiến trúc. Alberti là một trong những người đầu tiên sử dụng kiến trúc này trên một quy mô hoành tráng tại St. Andrea tại Mantua.

### Các kiểu hầm
Hầm không có khung sườn. Chúng là nửa vòng tròn, hoặc phân đoạn và trên thiết kế  vuông, không giống như các hầm kiểu Gothic đó là thường xuyên hình chữ nhật. Các hầm kiểu thùng được trả lại cho ngôn ngữ kiến trúc như ở St. Andrea tại Mantua.

### Mái Vòm

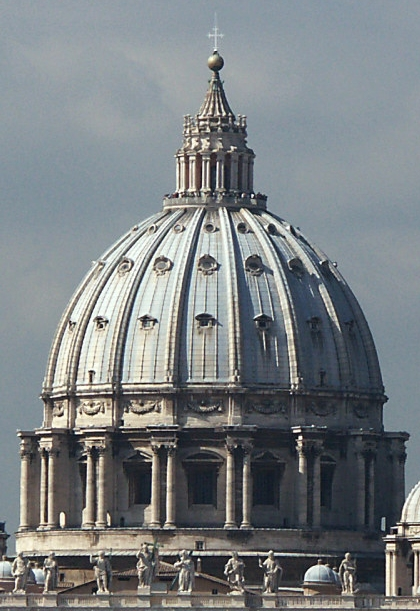
mái vòm của St. Peter's Basilica, Rome.

Những mái vòm được sử dụng thường xuyên, cả hai như là một cấu trúc rất lớn đó là có thể nhìn thấy từ bên ngoài, và cũng như một phương tiện lợp không gian nhỏ hơn, nơi họ chỉ có thể nhìn thấy bên trong. Sau thành công của các mái vòm trong thiết kế của Brunelleschi cho Basilica di Santa Maria del Fiore và sử dụng của nó trong kế hoạch Bramante cho Vương cung thánh đường Thánh Phêrô (1506) ở Rome, mái vòm đã trở thành một yếu tố không thể thiếu trong kiến trúc nhà thờ và sau đó ngay cả đối với kiến trúc thế tục, chẳng hạn như Villa Rotonda.

### Trần
Mái nhà được trang bị với trần nhà bằng phẳng hoặc coffered. Chúng không còn bỏ ngỏ như trong kiến trúc thời Trung Cổ. Chúng thường xuyên được sơn hoặc trang trí.

### Cửa
Cửa ra vào thường có thanh rầm đỡ vuông. Họ có thể được đặt trong một vòm hoặc vượt qua bằng một hình tam giác tam giác hoặc phân đoạn.
Hở mà không có cửa thường cong và thường xuyên có một yếu tố quyết định lớn hoặc trang trí.

### Các cửa sổ
Cửa sổ có thể được ghép nối và đặt trong một vòm bán nguyệt. Chúng có thể có thanh dầm cửa vuông và tam giác hoặc phân đoạn các bức tường, thường được sử dụng luân phiên. Điển hình trong lĩnh vực này là Palazzo Farnese ở Rome, bắt đầu từ năm 1517.

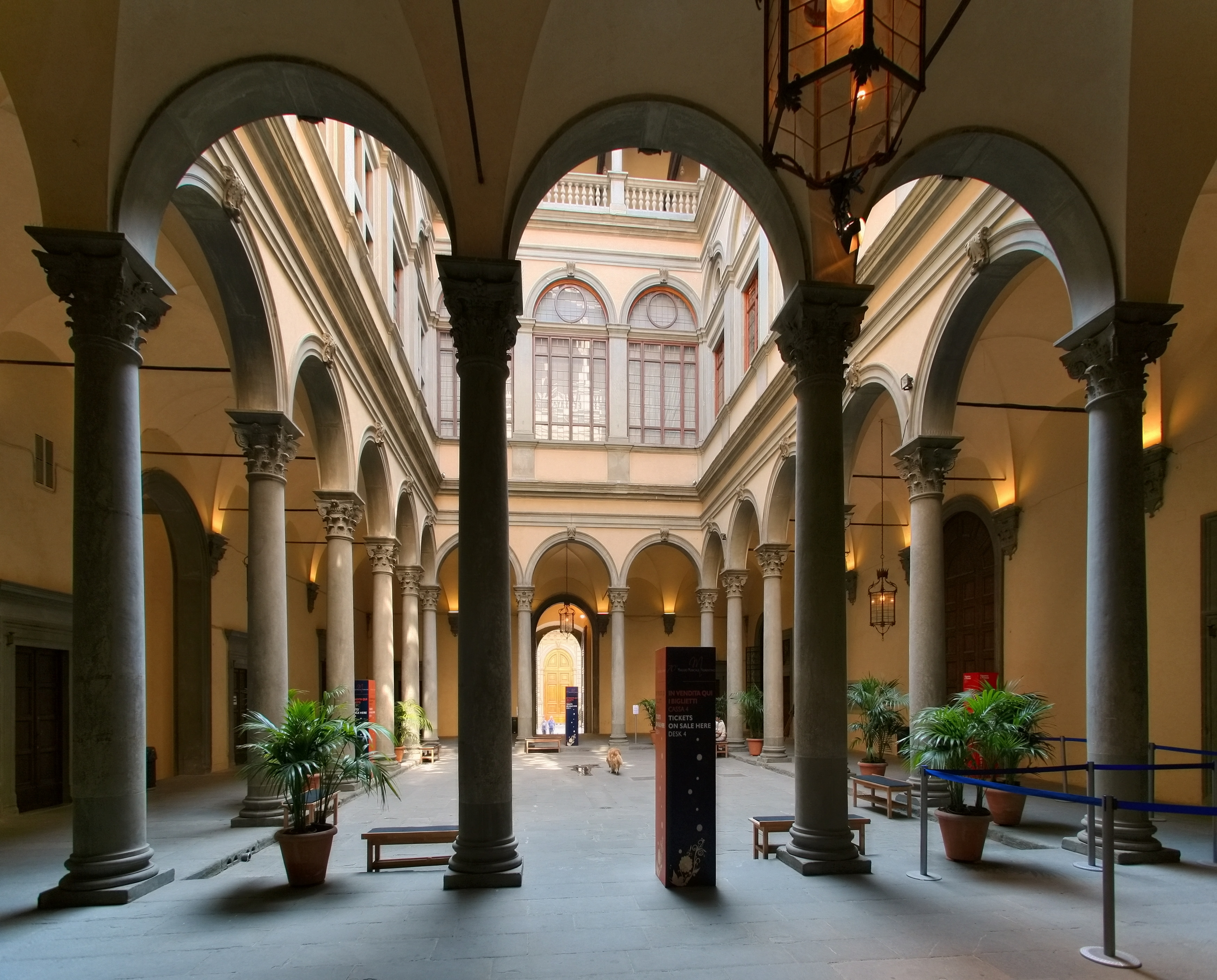
Courtyard của Palazzo Strozzi, Florence

Trong giai đoạn Mannerist các "Palladian" vòm đã được sử dụng, sử dụng một mô típ của một cao nửa vòng tròn, đứng đầu mở hai bên với hai lỗ vuông đứng đầu thấp hơn. Các cửa sổ được sử dụng để mang lại ánh sáng vào xây dựng và kiến trúc bên trong, để sáng tỏ các nội thất. Kính màu, mặc dù đôi khi hiện tại, không phải là một tính năng.

### Tường
Bức tường bên ngoài thường được xây bằng gạch, trả lại, hoặc phải đối mặt với đá ở cao thành đá ốp lát xây, đặt trong các khóa thẳng. Các góc của tòa nhà thường được nhấn mạnh bởi tường nhám quoins. Tầng hầm và tầng trệt thường tường nhám, như ở Palazzo Medici Riccardi (1444-1460) ở Florence. Bức tường nội bộ được thông suốt và dán bề mặt với vôi rửa. Đối với không gian trang trọng hơn, bề mặt bên trong được trang trí với bức bích họa.

### Các chi tiết
Các lối đi, hình nổi trên tường và tất cả các chi tiết trang trí được chạm khắc với độ chính xác tuyệt vời. Nghiên cứu và nắm vững các chi tiết của những kiến trúc La Mã cổ đại là một trong những khía cạnh quan trọng của lý thuyết Phục Hưng. Các đơn đặt hàng khác nhau mỗi cái đòi hỏi những bộ chi tiết khác nhau. Một số kiến trúc sư thì chặt chẽ hơn trong việc sử dụng các chi tiết cổ điển so với những người khác, nhưng đó cũng là một việc tốt khi dùng những sáng kiến để giải quyết vấn đề, đặc biệt là ở các góc. Thạch cao nổi bật xung quanh cửa ra vào và cửa sổ hơn là bị lõm, như trong Gothic Kiến trúc. Những bức tượng có thể được đặt trong hốc hoặc đặt trên chân cột. Chúng không được xây dính vào như kiến trúc thời Trung Cổ.

## Lan truyền ở châu Âu
Thế kỷ 16 chứng kiến sự uy lực kinh tế và chính trị của Pháp và Tây Ban Nha, và sau đó của Hà Lan, Anh, Đức và Nga. Kết quả là những nơi này bắt đầu du nhập theo phong cách Phục hưng như các chỉ số vị trí văn hóa mới của họ. Điều này cũng có nghĩa là nó không phải là cho đến khoảng năm 1500 và sau đó, dấu hiệu của phong cách kiến trúc Phục hưng bắt đầu xuất hiện bên ngoài nước Ý.

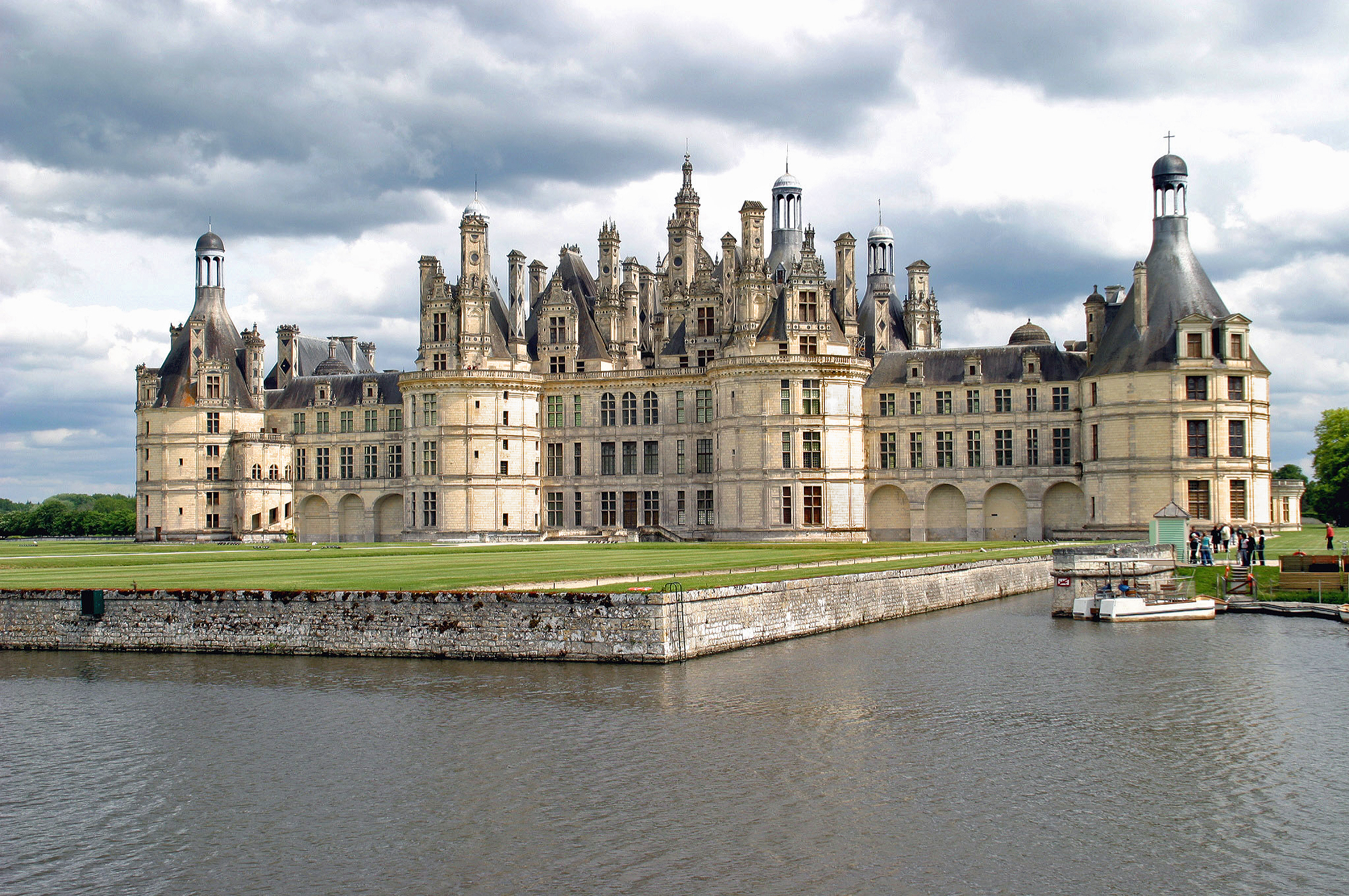
Lâu đài Chambord, phong cách kiến trúc Phục hưng Pháp rất riêng biệt của nó kết hợp các hình thức truyền thống Pháp thời trung cổ với cấu trúc Phục hưng cổ điển

Mặc dù kiến trúc sư người Ý đã được đánh giá cao sau khi tìm, chẳng hạn như Sebastiano Serlio ở Pháp, Aristotile Fioravanti trong Nga và Francesco Fiorentino trong Ba Lan, sớm, các nhà kiến trúc Phi Ý đang học kiến trúc Ý và dịch nó thành ngôn ngữ riêng của họ. Chúng bao gồm Philibert de l'Orme (1510-1570) ở Pháp, Juan Bautista de Toledo (chết: 1567) ở Tây Ban Nha, Inigo Jones (1573-1652) ở Anh và Elias Holl (1573-1646) ở Đức.
Sách hay in trang trí với khắc minh họa thể hiện phương án và trang trí rất quan trọng trong việc truyền bá phong cách Phục hưng ở Bắc Âu, với một trong những tác giả quan trọng nhất là Androuet du Cerceau tại Pháp, và Hans Vredeman de Vries ở Hà Lan, và Wendel Dietterlin, tác giả của  Architectura  (1593-1594) ở Đức.